# AACTA International Award/Bester Nebendarsteller

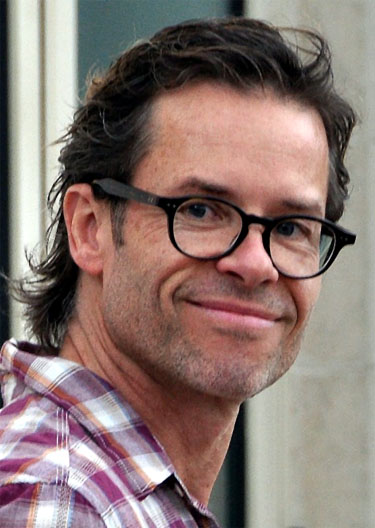
Preisträger 2025: Guy Pearce (Der Brutalist)

Der AACTA International Award in der Kategorie Bester Nebendarsteller (Originalbezeichnung: Best Supporting Actor) ist eine der Auszeichnungen, die jährlich in den Vereinigten Staaten von der Australian Academy of Cinema and Television Arts (AACTA) verliehen werden. Mit ihr werden die Nebendarsteller der besten internationalen Filme des vergangenen Jahres geehrt. Sie ist das Gegenstück zur entsprechenden Kategorie für Nebendarsteller australischer Filme. Die Kategorie wurde 2013 ins Leben gerufen. Die Gewinner werden in einer geheimen Abstimmung ermittelt.

## Statistik
Die Kategorie Bester Nebendarsteller wurde zur zweiten Verleihung im Januar 2013 geschaffen. Seitdem wurden an 13 verschiedene Schauspieler eine Gesamtanzahl von 13 Preisen in dieser Kategorie verliehen. Der erste Preisträger war Robert De Niro, der 2013 außer Konkurrenz für seine Rolle als Pat Solitano senior in David O. Russells Filmkomödie Silver Linings ausgezeichnet wurde. Der bisher letzte Preisträger war Guy Pearce, der 2025 für seine Rolle als Harrison Lee Van Buren in Brady Corbets Filmdrama Der Brutalist geehrt wurde.
Mit dem Stand der Verleihung 2025 stimmte der Gewinner dieser Kategorie in bisher lediglich fünf Fällen mit dem späteren Oscar-Preisträger überein. Das waren 2015 J. K. Simmons für Whiplash, 2016 Mark Rylance für Bridge of Spies – Der Unterhändler, 2018 Sam Rockwell für Three Billboards Outside Ebbing, Missouri, 2019 Mahershala Ali für Green Book – Eine besondere Freundschaft und 2020 Brad Pitt für Once Upon a Time in Hollywood.
| Statistik                          | Schauspieler  | Anzahl | Jahre            |
| ---------------------------------- | ------------- | ------ | ---------------- |
| Häufigste Nominierungen (* = Sieg) | Joel Edgerton | 3      | 2014, 2016, 2019 |
| Häufigste Nominierungen ohne Sieg  | Joel Edgerton | 3      | 2014, 2016, 2019 |

## Gewinner und Nominierte
Die unten aufgeführten Filme werden mit ihrem deutschen Verleihtitel (sofern ermittelbar) angegeben, danach folgt in Klammern in kursiver Schrift der fremdsprachige Originaltitel. Die Nennung des Originaltitels entfällt, wenn deutscher und fremdsprachiger Filmtitel identisch sind. Die Gewinner stehen hervorgehoben in fetter Schrift an erster Stelle.

### 2013–2020
2013
Robert De Niro – Silver Linings (Silver Linings Playbook)
2014
Michael Fassbender – 12 Years a Slave
Bradley Cooper – American Hustle
Joel Edgerton – Der große Gatsby (The Great Gatsby)
Jared Leto – Dallas Buyers Club
Geoffrey Rush – Die Bücherdiebin (The Book Thief)
2015
J. K. Simmons – Whiplash
Ethan Hawke – Boyhood
Edward Norton – Birdman oder (Die unverhoffte Macht der Ahnungslosigkeit) (Birdman or (The Unexpected Virtue of Ignorance))
Mark Ruffalo – Foxcatcher
Andy Serkis – Planet der Affen: Revolution (Dawn of the Planet of the Apes)
2016
Mark Rylance – Bridge of Spies – Der Unterhändler (Bridge of Spies)
Christian Bale – The Big Short
Paul Dano – Love & Mercy
Benicio del Toro – Sicario
Joel Edgerton – Black Mass
2017
Dev Patel – Lion – Der lange Weg nach Hause (Lion)
Mahershala Ali – Moonlight
Jeff Bridges – Hell or High Water
Lucas Hedges – Manchester by the Sea
Michael Shannon – Nocturnal Animals
2018
Sam Rockwell – Three Billboards Outside Ebbing, Missouri
Willem Dafoe – The Florida Project
Armie Hammer – Call Me by Your Name
Tom Hardy – Dunkirk
Ben Mendelsohn – Die dunkelste Stunde (Darkest Hour)
2019
Mahershala Ali – Green Book – Eine besondere Freundschaft (Green Book)
Timothée Chalamet – Beautiful Boy
Joel Edgerton – Der verlorene Sohn (Boy Erased)
Sam Elliott – A Star Is Born
Sam Rockwell – Vice – Der zweite Mann (Vice)
2020
Brad Pitt – Once Upon a Time in Hollywood
John Lithgow – Bombshell – Das Ende des Schweigens (Bombshell)
Al Pacino – The Irishman
Joe Pesci – The Irishman
Song Kang-ho – Parasite (기생충 / Gisaengchung)

### 2021–2030
2021
Sacha Baron Cohen – The Trial of the Chicago 7
Chadwick Boseman (postum) – Da 5 Bloods
Ben Mendelsohn – Milla Meets Moses (Babyteeth)
Mark Rylance – The Trial of the Chicago 7
David Strathairn – Nomadland
2022
Kodi Smit-McPhee – The Power of the Dog
Bradley Cooper – Licorice Pizza
Jamie Dornan – Belfast
Ciarán Hinds – Belfast
Al Pacino – House of Gucci
2023
Brendan Gleeson – The Banshees of Inisherin
Woody Harrelson – Triangle of Sadness
Sean Harris – The Stranger
Brad Pitt – Babylon – Rausch der Ekstase (Babylon)
Ke Huy Quan – Everything Everywhere All at Once
2024
Ryan Gosling – Barbie
Matt Damon – Oppenheimer
Robert De Niro – Killers of the Flower Moon
Robert Downey Jr. – Oppenheimer
Jacob Elordi – Saltburn
2025
Guy Pearce – Der Brutalist (The Brutalist)
Kieran Culkin – A Real Pain
Damon Herriman – Better Man – Die Robbie Williams Story (Better Man)
Stanley Tucci – Konklave (Conclave)
Denzel Washington – Gladiator II